# Backroads
Backroads é um filme de drama da Austrália de 1977, realizado por Phillip Noyce.

## Resumo
O autóctone Foley torna-se amigo do desinteressado, egocêntrico criminoso branco Hunter, com consequências trágicas. O óptimo drama é uma acusação cortante contra o racismo; Foley é na vida diária um activista radical de cor.

## Elenco
- Bill Hunter.... Jack
- Gary Foley.... Gary
- Zack Martin.... Joe
- Julie McGregor.... Anna
- Terry Camilleri.... Jean Claude